# Algorithm (C++)
Hlavičkový soubor <algorithm> ze standardní knihovny C++ deklaruje různé funkce, které provádějí algoritmické operace na kontejnerech a posloupnostech reprezentovaných iterátory. Několik málo algoritmů je také v hlavičkovém souboru <numeric>. Všechny algoritmy jsou ve jmenném prostoru std.

## Politiky provádění
Jazyk C++ umožňuje stanovit politiku provádění (též zásady provádění, anglicky execution policy), která umožňuje paralelní provádění algoritmů (pomocí vláken nebo instrukcí SIMD).
Existují čtyři různé politiky provádění s různou sémantikou určující, v jakém pořadí lze přistupovat k prvkům:
- sequenced_policy – provádění algoritmu musí probíhat ve stejném vlákně, jaké funkci volá, a přístup k prvkům musí být podle jejich pořadí; je to ekvivalentní volání funkce bez politiky provádění
- parallel_policy – provádění algoritmu může probíhat ve více vláknech, ale v rámci každého vlákna musí být přístup k prvkům prováděn postupně (tj. přístupy k prvkům se nesmí provádět současně)
- parallel_unsequenced_policy – provádění algoritmu může probíhat ve více vláknech, a přístupy k prvkům nemusí být v rámci jednoho vlákna prováděné podle jejich pořadí
- unsequenced_policy – provádění algoritmu musí probíhat v tom vlákně, které funkci volá, ale přístup k prvkům nemusí zachovávat jejich pořadí

Při používání politik, které mohou vést k provádění v různých vláknech, musí programátor zajistit, aby operace prováděné funkcemi byly vláknově bezpečné,

## Rozsahy
V C++20 byly přidány algoritmy, které místo dvojic iterátorů pracují s rozsahy. Tyto funkce umožňují použít dvojici iterátor-zarážka a jsou definovány ve jmenném prostoru ranges. Tyto algoritmy nevyžadují, aby oba iterátory byly téhož typu a umožňují interoperabilitu s objekty deklarovanými v hlavičkovém souboru <ranges>, aniž by bylo nutné iterátory ručně extrahovat.

## Operace s posloupnostmi bez jejich změny

### Kontrola predikátů
Zjišťují, zda je zadaný predikát pravdivý pro nějakou část objektů v rozsahu, případně vrací počet objektů, pro které je predikát pravdivý:
- all_of – zadaný predikát je pravdivý pro všechny prvky v rozsahu
- any_of – zadaný predikát je pravdivý alespoň pro jeden prvek v rozsahu
- none_of – zadaný predikát není pravdivý pro žádný prvek v rozsahu
- count – vrátí, kolikrát je zadaný prvek obsažen v rozsahu
- count_if – vrací počet prvků v rozsahu, pro které je zadaný predikát pravdivý
- contains – zjišťuje, zda je zadaný prvek obsažen v rozsahu

### Algoritmy porovnání
Porovná zda dva rozsahy mají určitou vlastnost:
- mismatch – najde první prvek, kterým se dva rozsahy liší
- equal – porovná, zda všechny prvky rozsahů jsou stejné
- lexicographical_compare – vrátí true, pokud první rozsah je lexikograficky před druhým
- contains_subrange – vrátí logickou hodnotu, zda druhý zadaný rozsah je obsažen v prvním zadaném rozsahu
- starts_with
- ends_with
- is_permutation

### Vyhledávací algoritmy
Najde v rozsahu první nebo poslední pozici, kde následující prvky vyhovují určitému predikátu
- find
- find_if
- find_if_not
- find_last
- find_last_if
- find_last_if_not
- find_end
- find_first_of
- adjacent_find
- search
- search_n
- partition_point

### Binární vyhledávací algoritmy
Poskytuje operace binárního vyhledávání pro rozsahy. Pro rozsahy, které nejsou setříděné, je výsledek nedefinovaný.
- binary_search
- upper_bound
- lower_bound
- equal_range

### Algoritmy pro vyhledání minima/maxima
Vyhledá v rozsahu nejmenší nebo největší prvek podle zadaného predikátu porovnání:
- max_element
- min_element
- minmax_element

### Algoritmy pro kontrolu vlastností
Kontrolují, zda má celý rozsah určitou vlastnost:
- is_partitioned
- is_sorted
- is_heap

## Operace s posloupnostmi, které je mění

### Kopírování
Přenáší prvky z jednoho rozsahu do jiného
- copy
- copy_if
- copy_backward
- move
- move_backward
- reverse_copy
- rotate_copy
- unique_copy
- sample

### Partitioning algoritmy
Přemísťuje prvky v rozsahu na místě tak, aby rozsah byl členěn podle určité vlastnosti:
- unique
- remove
- remove_if
- partition
- partition_copy
- stable_partition

### Třídicí algoritmy
Setřídí nebo částečně setřídí rozsah na místě:
- sort
- partial sort
- stable_sort
- nth_element

### Vytváření rozsahů
Vytvoří daný rozsah bez čtení hodnot v něm obsažených:
- fill
- generate
- iota

### Transformační algoritmy
Transformuje každý prvek daného rozsahu na místě:
- for_each
- transform
- replace
- replace_if
- clamp

### Algoritmy pro přerovnání
Mění pořadí prvků v rozsahu na místě:
- shuffle
- shift_left
- shift_right
- reverse
- rotate

### Heap algoritmy
Poskytuje algoritmy pro práci s binární haldou – její vytvoření, vkládání prvků, a odstraňování prvků:
- make_heap
- push_heap
- pop_heap
- sort_heap